# Probenecid
Probenecid è un agente ad attività uricosurica (che incrementa cioè l'eliminazione urinaria di acido urico, abbassandone conseguentemente la concentrazione nel sangue), ottenuta grazie al blocco del trasporto tubulare renale. In diversi paesi del mondo viene venduto con il nome commerciale di Probalan, Benuryl o Benemid. Come farmaco è usato essenzialmente nella terapia dell'iperuricemia e della gotta.

## Chimica
Macroscopicamente appare come una polvere cristallina bianca o quasi bianca, molto fine. La molecola risulta solubile negli alcali diluiti, in alcool, cloroformio, e acetone. È invece praticamente insolubile in acqua e in acidi diluiti.

## Storia
Realizzato come alternativa al caronamide, successivamente,
durante la seconda guerra mondiale, il probenecid fu utilizzato in associazione alla penicillina, per sopperire alle limitate scorte di quest'ultima, poiché ne aumentava la concentrazione plasmatica.
Agendo come inibitore competitivo dell'escrezione renale di alcuni farmaci, esso ne aumenta la concentrazione nel sangue e, quindi, gli effetti. Tale meccanismo è usato ancora oggi per aumentare il livello degli antibiotici nelle gravi infezioni.
Inoltre, in uno studio, il probenecid ha dimostrato di aumentare di oltre il 100% la concentrazione nel sangue di oseltamivir (nome registrato Tamiflu), un antivirale usato per combattere l'influenza, suggerendo di applicarne la proprietà agli antivirali in genere.

## Farmacodinamica
A livello renale, il probenecid è filtrato nel glomerulo, secreto dal tubulo prossimale e riassorbito nel tubulo distale.
Il probenecid agisce interferendo con l'OAT (organic anion transporter), un trasportatore localizzato sulla parete delle cellule tubulari renali a contatto con la preurina. Questo trasportatore favorisce il riassorbimento nella cellula tubulare di alcuni anioni, fra cui l'urato (anione dell'acido urico) dalle urine; le sostanze riassorbite, quindi, attraversano un altro trasportatore e ritornano nel plasma. In presenza di probenecid (un acido organico), l'OAT si lega preferenzialmente a esso, invece che all'acido urico, prevenendone il riassorbimento. Dunque, le urine ritengono più acido urico, abbassandone la concentrazione nel plasma. Inoltre, il probenecid inibisce i canali delle pannexine.

## Farmacocinetica
Dopo somministrazione per via orale probenecid viene assorbito rapidamente e completamente dal tratto gastrointestinale. La concentrazione plasmatica di picco (Cmax) viene raggiunta entro 2-4 ore dall'assunzione. Il legame con le proteine plasmatiche raggiunge il 75%. Il farmaco oltrepassa la barriera encefalica, raggiungendo nel liquor cerebrospinale una concentrazione pari al 2% di quella plasmatica. Oltrepassa anche la barriera placentare e viene secreto nel latte materno.

Nell'organismo il farmaco viene lentamente metabolizzato, soprattutto nel fegato, in alcuni metaboliti che possono esercitare una certa attività uricosurica.
L'emivita è variabile tra le 4 e le 17 ore.
Il farmaco viene eliminato tramite escrezione dall'emuntorio renale sia come metabolita glucuronato sia in forma immodificata. L'alcalinizzazione delle urine comporta un aumento della escrezione renale.

## Usi clinici

### Gotta
Probenecid può essere utilizzato per ridurre le concentrazioni sieriche di acido urico nell'artrite gottosa cronica e nella gotta che si associa a tofi, in soggetti che presentano attacchi di gotta frequenti e invalidanti.
Viene anche utilizzato per il controllo e la gestione della gotta, anche in assenza di tofi visibili, oppure in soggetti con storia familiare di tofi o di una scarsa escrezione di acido urico quando la concentrazione sierica di urato oltrepassa la soglia di 8.5–9 mg/dL.
La molecola non ha alcun valore nel trattamento dell'attacco di gotta acuta, poiché completamente priva di attività analgesica o anti-infiammatoria.

### Iperuricemia secondaria
La molecola è stata utilizzata in modo efficace per facilitare l'escrezione di acido urico nell'iperuricemia secondaria alla somministrazione di furosemide, acido etacrinico, diuretici tiazidici, etambutolo, pirazinamide.

### Infezioni
Il farmaco può essere utilizzato, in associazione ad alcuni antibiotici β-lattamici, nel trattamento della gonorrea, neurosifilide, o della malattia infiammatoria pelvica (PID), poiché ne determina un incremento importante delle concentrazioni sieriche. Può anche essere utilizzato in aggiunta a cefoxitina oppure a penicillina G procaina, assunte per via intramuscolare, per il trattamento rispettivamente della gonorrea non complicata urogenitale e anorettale, e della neurosifilide.
Sempre in aggiunta a cefoxitina oppure a cefoxitina e doxiciclina è utile nel trattamento della malattia infiammatoria pelvica.

## Effetti collaterali e indesiderati
Probenecid può causare la formazione di calcoli renali. Una adeguata idratazione e l'alcalinizzazione delle urine riducono questa evenienza. Tra gli effetti avversi a livello renale sono stati segnalati anche coliche renali, sindrome nefrosica e raramente insufficienza renale.
Alcuni soggetti possono sviluppare reazioni da ipersensibilità (reazioni allergiche), anche gravi. Le reazioni da ipersensibilità includono rash cutaneo, prurito, reazioni orticarioidi e anafilassi.

I disturbi ematologici provocati da probenecid possono includere l'anemia aplastica, la leucopenia e l'anemia emolitica. 
Quest'ultima può colpire in particolare soggetti affetti da deficit di glucosio-6-fosfato deidrogenasi il quale può peggiorare in corso di trattamento con probenecid.
Altri effetti avversi includono anoressia, nausea, vomito, cefalea, vertigine, dermatite, alopecia, insufficienza epatica e necrosi epatica. Inoltre somministrato in contemporanea ad antibiotici beta lattamici può causare grave neurotossicità fino a convulsioni e coma.

## Controindicazioni
Il farmaco è controindicato in soggetti con ipersensibilità nota al principio attivo oppure a uno qualsiasi degli eccipienti della formulazione farmacologica. È inoltre controindicato in pazienti con discrasie ematiche e calcoli renali da acido urico. Se ne sconsiglia l'assunzione durante un attacco acuto di gotta: sembra infatti che la molecola possa esacerbare e prolungare lo stato infiammatorio durante questo tipo di attacchi. Inoltre è possibile che si verifichi un aumento della frequenza degli attacchi acuti durante i primi 6-12 mesi di trattamento.

## Interazioni
Probenecid può incrementare gli effetti di molti altri farmaci riducendo la loro eliminazione per via renale:
- Ace inibitori
  - Captopril, fosinopril, lisinopril, ramipril, quinapril, benazepril: la ridotta clearance renale in corso di somministrazione combinata, può comportare una accentuazione degli effetti antiipertensivi, pertanto la pressione arteriosa dovrebbe essere monitorata con particolare attenzione.[12][13][14]
- Farmaci anti-infiammatori non steroidei
  - Indometacina: la co-somministrazione può comportare un aumentato rischio di effetti avversi del FANS. Alcuni dati suggeriscono che probenecid potrebbe interferire con l'eliminazione biliare di indometacina, mentre altre evidenze sembrano indicare un'interferenza con l'eliminazione renale del FANS.
  - Ketoprofene: probenecid riduce il legame proteico plasmatico e l'escrezione urinaria di ketoprofene.[15]
  - Ketorolac: la somministrazione concomitante può comportare la comparsa di tossicità da ketorolac, insufficienza renale, ulcere e/o perforazione gastrointestinale, emorragie digestive.
  - Naproxene
- Diuretici dell'ansa (furosemide, bumetanide, acido etacrinico, torsemide: è stato suggerito che in co-somministrazione probenecid possa ridurre in modo acuto gli effetti farmacologici dei diuretici dell'ansa inibendo in modo competitivo la loro secrezione renale nel tubulo prossimale.
- Cefalosporine
  - Cefoxitina: probenecid inibisce l'escrezione renale di cefoxitina. I livelli sierici e il rischio di tossicità possono essere aumentati. Tuttavia la terapia di associazione è stata volutamente utilizzata a scopo terapeutico.[16][17]
- Penicilline
  - Ampicillina: la co-somministrazione con ampicillina comporta un aumento delle concentrazioni ematiche e degli effetti collaterali epatici e renali dell'antibiotico.
- Chinoloni
- Metotrexate: probenecid inibisce l'eliminazione renale di metotrexate. Gli effetti farmacologici e tossici di metotrexate possono perciò aumentare notevolmente, in particolare nei soggetti trattati con alte dosi.
- Zidovudina: aumentato rischio di tossicità da zidovudina per l'incremento delle sue concentrazioni plasmatiche.
- Ganciclovir: la co-somministrazione può comportare un aumento dei livelli plasmatici dell'antivirale, attraverso un meccanismo di inibizione competitiva della secrezione renale tubulare.
- Aciclovir, Valaciclovir, Famciclovir: probenecid può aumentare le concentrazioni plasmatiche di queste sostanze attraverso una inibizione della secrezione tubulare renale. I pazienti in trattamento associato in genere non necessitano di un aggiustamento del dosaggio, ma debbono essere attentamente monitorati per un'eventuale tossicità dell'antivirale. Sembra inoltre che probenecid possa ridurre il tasso di conversione di valaciclovir in aciclovir.
- Clofibrato: possibile aumento della tossicità da clofibrato (disturbi gastrointestinali, miopatia, rabdomiolisi) per inibizione della secrezione renale tubulare del metabolita estere glucuronico dell'acido clofibrico.
- Allopurinolo: la co-somministrazione delle due molecole incrementa notevolmente l'effetto ipouricemico, è ciò nonostante una riduzione delle concentrazioni plasmatiche di ossipurinolo (il metabolita attivo di allopurinolo).[18][19]
- Zalcitabina: aumentato rischio di tossicità da zalcitabina per l'incremento delle sue concentrazioni plasmatiche secondario a una sua ridotta clearance (inibizione della secrezione renale tubulare). I pazienti debbono essere monitorati alla ricerca di segni o sintomi di tossicità (neuropatia periferica, pancreatite, acidosi lattica, epatotossicità).

## Uso improprio
Talvolta gli atleti utilizzano il farmaco perché permette di mascherare l'assunzione di sostanze dopanti. La presenza di tali sostanze viene evidenziata dai cosiddetti controlli antidoping, tra cui l'esame delle urine. Quindi, siccome il farmaco è in grado di ridurre l'escrezione urinaria di steroidi anabolizzanti, di fatto, ne maschera la presenza. In tal caso si parla, perciò, di "agente mascherante" o "coprente".